# Novostav (Zorea), Rivne
Novostav (în ucraineană Новостав) este un sat în comuna Zorea din raionul Rivne, regiunea Rivne, Ucraina.

## Demografie
Componența lingvistică a localității Novostav
     Ucraineană (98,59%)
     Rusă (1,41%)
Conform recensământului din 2001, majoritatea populației localității Novostav era vorbitoare de ucraineană (98,59%), existând în minoritate și vorbitori de rusă (1,41%).